# エマヌエーレ・フィリベルト (サヴォイア公)
エマヌエーレ・フィリベルト・ディ・サヴォイア（Emanuele Filiberto di Savoia, 1528年7月8日 - 1580年8月30日）は、サヴォイア公（在位：1553年 - 1580年）、ピエモンテ公、アスティ伯（在位：1538年 - 1580年）、アオスタ伯、モーリエンヌ伯、ニース伯である。さらに、キプロス王、エルサレム王である。通称「鉄頭」（Testa di Ferro）。フランス語名エマニュエル・フィリベール・ド・サヴォワ（Emmanuel Philibert de Savoie）。

## 生涯
カルロ3世と、ポルトガル王マヌエル1世の娘ベアトリスの間に生まれた。エマヌエーレの名は祖父マヌエルにちなんだもので、以後サヴォイア家の男子の名前にしばしば加えられている。また、従兄フェリペ2世らとともに、アヴィス朝最後の王となった叔父エンリケ1世の後継者候補にもなった。
兄ルドヴィーコ（1523年 - 1536年）の早世によって継承者となり、1553年に公位を継承したが、当時サヴォイアはフランスとスペインの対立から戦場になってしまい、またフランソワ1世（父方の従兄にあたる）の軍隊に占領されていた。
若い頃は政治と軍隊の生活で、フランスから領地を奪還するため、神聖ローマ皇帝兼スペイン王カール5世（母の従兄であり、また母方の伯母イサベルの夫であった）に従って、インゴルシュタット（1546年）、ミュールベルク（1547年）、メス（1552年）、ブラ（1552年）を転戦した。
1553年にカール5世によって将軍代理とフランドルのスペイン軍の最高司令官に任命され、1556年にはフェリペ2世によりネーデルラント総督に任じられた。
1559年のカトー・カンブレジ条約の締結で和平が成立し、同年7月にエマヌエーレ・フィリベルトはフランス王アンリ2世の妹でサヴォイア家出身の伯母ルイーズ・ド・サヴォワの孫にあたるマルグリットと結婚した。本来はこの時、エマヌエーレ・フィリベルトは婚約の祝宴のためにフランスへ招かれていたのであるが、祝宴のさなかに馬上槍試合での事故で瀕死の重傷を負ったアンリ2世の意向を受けて、慌しく結婚式が行われた。マルグリットとの間に生まれた唯一の子供であるカルロ・エマヌエーレ1世（1562年 - 1630年）が、1580年にエマヌエーレ・フィリベルトが死去した後に公位を継いだ。